# Векуа, Илья Несторович
Илья́ Не́сторович Ве́куа (груз. ილია ნესტორის ძე ვეკუა; 23 апреля [6 мая] 1907, село Шешелета, Сухумский округ, Кутаисская губерния, Российская империя — 2 декабря 1977, Тбилиси, Грузинская ССР, СССР) — советский учёный-математик и механик, специализировавшийся в дифференциальных уравнениях с частными производными, сингулярных интегральных уравнениях, обобщённых аналитических функциях и математической теории упругих оболочек. Академик АН Грузинской ССР (1946) и АН СССР (1958), президент АН Грузинской ССР (1972—1977). Герой Социалистического Труда (1969).

## Биография
Родился 23 апреля (6 мая по новому стилю) 1907 года в абхазском селе Шешелета (в настоящее время село находится в Абхазии, в Очамчырском районе частично признанной Республики Абхазия, согласно административному делению Грузии — в Гальском муниципалитете Абхазской Автономной Республики) в крестьянской семье.
Окончил Тбилисский государственный университет (1930).
В 1930—1933 годах в докторантуре ЛГУ. Кандидат физико-математических наук (1937). Стал доктором физико-математических наук и профессором в 1940 году. В 1944 году был избран членом-корреспондентом, а в 1946 году — действительным членом АН Грузинской ССР. В том же 1946 году избран членом-корреспондентом, а в 1958 году — действительным членом АН СССР.
В 1951—1957 годах работал заведующим кафедрой теоретической механики МФТИ. С 1954 по 1959 — заместитель директора МИАН имени В. А. Стеклова.
В 1955 году подписал «Письмо трёхсот».
Вошёл в Первоначальный состав Национального комитета СССР по теоретической и прикладной механике (1956).
Первый ректор Новосибирского государственного университета (1959—1965). Вице-президент АН Грузинской ССР (1964—1965). В 1965—1972 годах — ректор ТбГУ. С 3 мая 1972 года по 2 декабря 1977 года — президент АН Грузинской ССР.
Член ВКП(б) с 1943 года. Член ЦК КП Грузии (1966—1977). Депутат ВС СССР 7—9 созывов (1966—1977).
Скончался 2 декабря 1977 года. Похоронен в Тбилиси на горе Мтацминда.

## Научные интересы
Основные труды относятся к различным научным направлениям математической физики. Работы в области дифференциальных уравнений с частными производными в основном посвящены созданию аналитической теории обширного класса уравнений эллиптического типа. Векуа внес большой вклад в теорию одномерных сингулярных интегральных уравнений, открыл и исследовал новый класс нефредгольмовых эллиптических краевых задач. В области механики Векуа предложил новый вариант математической теории упругих оболочек. Им решены трудные проблемы малых изгибаний поверхностей и тесно с ними связанные задачи безмоментной теории оболочек.

## Память
- Именем И. Н. Векуа назван Институт прикладной математики Тбилисского университета, а также 42-я физико-математическая школа и Сухумский Институт физики и технологии имени Ильи Векуа в г. Tбилиси (домашняя страница (англ.))

- В честь И. Н. Векуа на здании Новосибирского государственного университета установлена мемориальная доска[7]
- К 100-летию И. Н. Векуа в Новосибирском государственном университете проведена международная конференция «Дифференциальные уравнения, теория функций и приложения».
- С 2007 года ежегодно параллельно в Грузии и России проводится Международная олимпиада по программированию на Кубок Векуа, в которой предусмотрены как командный, так и личный турниры.[8]
- В абхазском городе Гал, возле администрации, установлен памятник И. Н. Векуа
- На доме № 14 по улице Кекелидзе в Тбилиси, в котором жил академик И. Н. Векуа, установлена мемориальная доска[9].
- В Новосибирском Академгородке именем академика названа тропинка близ Новосибирского государственного университета[10].

## Награды и премии
- Сталинская премия второй степени (1950)[11]— за монографию «Новые решения эллиптических уравнений» (1948)
- Государственная премия СССР (1984 — посмертно)[11] — за монографию «Некоторые общие методы построения различных вариантов теории оболочек» (1982)
- Герой Социалистического Труда (1969)[12]
- Ленинская премия (1963) — за научный труд «Обобщённые аналитические функции» (1959)
- шесть орденов Ленина (1959, 1961, 1966, 1969, 1975, 22.02.1977)[4]
- орден «Знак Почёта» (1946)[13]
- медаль «За оборону Кавказа» (1946)[13]
- медаль «За доблестный труд в Великой Отечественной войне 1941—1945 гг.» (1946)[13]
- заслуженный деятель науки Грузинской ССР (1950).

## Семья
Жена — Тамара Васильевна Векуа.
Дочь — Ламара Ильинична.
Внук — Илья Ношреванович Тавхелидзе, родился 6 февраля 1955 года, математик, в 1976 году окончил механико-математический факультет МГУ имени М. В. Ломоносова, кандидат наук (1979), доктор наук (2004), лауреат премии им. И. Н. Векуа (1984), в 1988—2005 годах — заместитель директора Института прикладной математики Тбилисского университета.
Внук — Георгий Валерианович Векуа, врач, переводчик.
Братом зятя И. Н. Векуа был известный физик А. Н. Тавхелидзе.